# Plebejus mirabilis
Plebejus mirabilis är en fjärilsart som beskrevs av Mezger 1935. Plebejus mirabilis ingår i släktet Plebejus och familjen juvelvingar. Inga underarter finns listade i Catalogue of Life.